# Bogumiła Burda
Bogumiła Burda (ur. 22 września 1958 w Krośnie Odrzańskim) – polska historyczka, specjalizująca się w historii nowożytnej oraz dydaktyce historii; nauczycielka akademicka związana z Uniwersytetem Zielonogórskim.

## Życiorys
Po ukończeniu w 1973 roku szkoły podstawowej kontynuowała naukę w klasie o profilu finanse i księgowość zielonogórskiego Zespołu Szkół Ekonomicznych, którą ukończyła w 1977 roku egzaminem maturalnym. Następnie podjęła studia dzienne na kierunku historia w Wyższej Szkole Pedagogicznej im. Tadeusza Kotarbińskiego w Zielonej Górze, które ukończyła w 1982 roku, uzyskując tytuł zawodowy magistra. Po zakończeniu studiów związała się ze swoją macierzystą uczelnią, będąc asystentem w Zakładzie Dydaktyki Instytutu Historii WSP (od 2001 roku Uniwersytet Zielonogórski). W 1992 roku uzyskała stopień naukowy doktora nauk humanistycznych w zakresie historii na podstawie pracy pt. Związki edukacyjne Śląska z ziemiami polskimi w okresie Oświecenia, napisanej pod kierunkiem prof. Kazimierza Bartkiewicza. Bezpośrednio potem awansował na stanowisko adiunkta. W 2008 roku Rada Wydziału Humanistycznego Uniwersytetu Zielonogórskiego nadała jej stopień naukowy doktora habilitowanego nauk humanistycznych w zakresie historii na podstawie rozprawy nt. Szkolnictwo średnie na Dolnym Śląsku w okresie wczesnonowożytnym (1526–1740). Niedługo potem objęła stanowisko profesora nadzwyczajnego oraz kierownika Zakładu Dydatyki.
Jest członkiem Polskiego Towarzystwa Historycznego, przewodniczącą jego sekcji dydaktycznej przy oddziale w Zielonej Górze, sekretarzem Olimpiady Historycznej Okręgu Lubuskiego, członkiem Lubuskiego Towarzystwa Naukowego, Lubuskiego Stowarzyszenia Twórców i Animatorów Nauki i Kultury „Parnas”. Ponadto uchodzi za rzeczoznawczynię Ministerstwa Edukacji Narodowej do spraw podręczników historii.
Członkini Sojuszu Lewicy Demokratycznej. Bezskutecznie kandydowała w roku 2004 do Parlamentu Europejskiego, w 2010 do rady miasta Zielona Góra i w 2018 do sejmiku lubuskiego.

## Dorobek naukowy
Zainteresowania naukowe Bogumiły Burdy koncentrują się wokół problematyki związanej ze szkolnictwem średnim na Śląsku i pograniczem polsko-niemieckim, nowoczesnymi koncepcjami i metodami, środkami i technikami nauczania i uczenia się historii, optymalizacją procesu kształcenia, regionalizmem w teorii i praktyce nauczania, a także dziedzictwem kulturowym w regionie. Do jej najważniejszych prac należą:
- Związki edukacyjne Śląska z ziemiami polskimi w okresie Oświecenia, Zielona Góra 1992.
- Zielona Góra do 1945 roku. Źródła i literatura, Zielona Góra 1994.
- Przeszłość Ziemi Lubuskiej w gimnazjalnym programie nauczania historii, Zielona Góra 1999.
- Nauczanie blokowe i zintegrowane przedmiotów humanistycznych w zreformowanej szkole, Zielona Góra 2002.
- Szkolnictwo średnie na Dolnym Śląsku w okresie wczesnonowożytnym (1526–1740), Zielona Góra 2007.
- „Duża i mała ojczyzna” w świadomości historycznej, źródłach i edukacji, Zielona Góra 2010.
- Życie Lubuszan. Współczesność i perspektywy, Zielona Góra 2011; praca zbiorowa.